# Морський карась звичайний
Морський карась звичайний (Diplodus vulgaris) — риба родини спарових. Зустрічається у східній Атлантиці від Біскайської затоки до Кабо-Верде і Канар, Середземне; також біля Анголи і Південної Африки. У Чорному морі відзначається тільки біля берегів Туреччини та Болгарії. Морська бенто-пелагічна океанодромна риба, сягає 45 см довжиною.